# IC 2196
IC 2196 ist eine Elliptische Galaxie vom Hubble-Typ E2 im Sternbild Zwillinge auf der Ekliptik. Sie ist schätzungsweise 210 Millionen Lichtjahre von der Milchstraße entfernt und hat einen Durchmesser von etwa 90.000 Lichtjahren. Gemeinsam mit vier weiteren Galaxien bildet sie die NGC 2410-Gruppe (LGG 146).

Im selben Himmelsareal befinden sich u. a. die Galaxien IC 2193, IC 2194, IC 2197, IC 2199.
Das Objekt wurde am 9. Mai 1888 von Edward Emerson Barnard entdeckt.